# Frederik von Lüttichau
Frederik von Lüttichau (* 1988 in Augsburg) ist ein deutscher Schauspieler.

## Werdegang
Frederik von Lüttichau wurde von 2008 bis 2013 an der Kogan Academy of Dramatic Arts in London ausgebildet. Während seines Studiums war er an verschiedenen Theatern engagiert, u. a. am Edinburgh Fringe Festival, Canal Cafe Theatre, Waterloo East Theatre und Omnibus Theatre in Clapham. In Berlin folgte ein Improvisations-Workshop mit dem Regisseur Nikias Chryssos an der Filmuniversität Babelsberg Konrad Wolf.
Danach folgten Arbeiten für Film, Fernsehen und Kino. So übernahm Frederik von Lüttichau die Hauptrolle des Andreas Fleiss im Kinofilm House – Willkommen in der Hölle, ein Horror-Thriller des norwegischen Grindhouse-Regisseurs Reinert Kiil.
2016–2018 arbeitete Frederik als Theaterschauspieler mehrfach mit dem Performance-Kollectiv SIGNA zusammen, so spielte er unter ihrer Regie am Volkstheater Wien in Wir Hunde/Us Dogs, welches 2016 den Nestroy-Theaterpreis – Spezialpreis gewann, am Nationaltheater Mannheim in Das Heuvolk bei den 19. Schillertagen und zuletzt am Deutschen Schauspielhaus in Das halbe Leid.
In dem mittellangen Spielfilm Benzin (2019), einer Ko-Produktion mit der Hochschule für Fernsehen und Film München (HFF München), spielt Frederik die Nebenrolle des Alex an der Seite von Béla Gabor Lenz. Der Film wurde nominiert für den First Steps Award in der Kategorie mittellanger Spielfilm.
Lüttichau war Teil der „immersiven performance-installation“ Wald der verlorenen Väter von Pathos 2000 in Kooperation mit dem Ballhaus Ost, einer Produktions- und Spielstätte für freie Theater- und Kunstprojekte im Berliner Ortsteil Prenzlauer Berg, welches am 28. Oktober 2020 die Premiere hatte.
2021 übernahm Frederik einer der Hauptrollen in dem international erfolgreichem Horrorfilm Dawn Breaks Behind the Eyes von Kevin Kopacka, für den er eine Auszeichnung als Bester Nebendarsteller auf dem Nightmares Film Festival erhielt. 
2022 spielte er die Hauptrolle des Syd in Tatort: Leben Tod Ekstase, produziert vom Hessischen Rundfunk. Regie führt Nikias Chryssos, der zusammen mit Michael Comtesse auch das Drehbuch schrieb. In weiteren Hauptrollen sind Aenne Schwarz, Martin Wuttke und Pit Bukowski zu sehen.
2022 verkörperte er den jungen Heavy-Metal-Sänger Biff Byford für die Serie Legend of Wacken.
2024 ist Frederik als Josef Houstek in der Sky-&-Peacock-Serie The Tattooist of Auschwitz neben Harvey Keitel, Jonah Hauer-King und Anna Próchniak zu sehen.

## Filmografie (Auswahl)
- 2016: A Place called Havana (Kurzfilm)
- 2016: House – Willkommen in der Hölle (Kinofilm)
- 2019: Benzin (mittellanger Spielfilm)
- 2020: Der Zürich-Krimi (Fernsehreihe, Folge Borchert und die tödliche Falle)
- 2020: Hager (Spielfilm)
- 2020: SOKO Köln (Folge: Schlüsselkind)
- 2020: Notes of Berlin (Kinofilm)
- 2021: SOKO Potsdam (Folge: Tödliches Rezept)
- 2021: Geschlechterkrise (Kinofilm)
- 2021: Dawn Breaks Behind the Eyes (Kinofilm)
- 2022: Tatort: Leben Tod Ekstase (Fernsehreihe)
- 2022: Spit
- 2023: Legend of Wacken (Fernsehserie)
- 2024: The Tattooist of Auschwitz (Miniserie)
- 2024: Die Toten am Meer – Tod an der Klippe
- 2025: SOKO Leipzig: Nur ein Foto (Fernsehserie)

## Auszeichnungen
- 2016: Nestroy-Theaterpreis – Spezialpreis  „Wir Hunde – Us Dogs“ SIGNA
- 2019: Benzin nominated for the First Steps (Filmpreis)
- 2021: Best supporting actor for Dawn Breaks Behind the Eyes at Nightmare Film Festival, Ohio